# Adrien Auzout
Adrien Auzout (n. 28 ianuarie 1622, Rouen, Regatul Franței – d. 23 mai 1691, Roma, Statele Papale) a fost un astronom și fizician francez.
A descoperit unele proprietăți ale cicloidei.
De asemenea, a inventat un tip de instrument pentru măsurarea diametrelor aparente ale corpurilor cerești.

## Opere

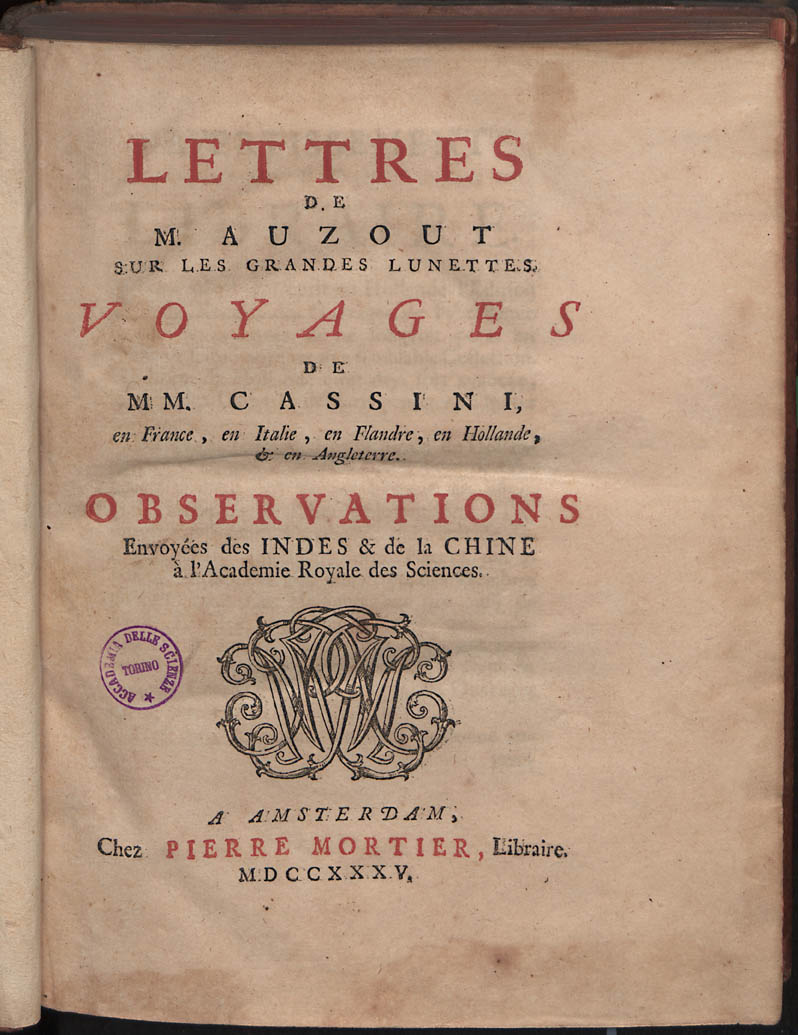
Lettres sur les grandes lunettes, 1735

Cea mai valoroasă lucrare a sa este Traité de micromètre, apărută în 1667.
A mai scris numeroase note asupra lunetelor, în Mémoires de l'Académie des Sciences.
Unele din lucrările sale au fost citate de Jérôme Lalande în Biographie astronomique.